# Anapisona
Anapisona là một chi nhện trong họ Anapidae.